# فریدریش هایک
فریدریش آوگوست فون هایک (به آلمانی: Friedrich August von Hayek) (زادهٔ ۸ مهٔ ۱۸۹۹ در وین اتریش-مجارستان – درگذشتهٔ ۲۳ مارس ۱۹۹۲ در فرایبورگ) اقتصاددانِ اتریشی بود. او برای دفاع از لیبرالیسم کلاسیک و بازار آزاد و دشمنی با جامعه مدنی، دموکراسیِ رادیکال، و سوسیالیسم و نیز، همچون همهٔ روشنفکرانِ نولیبرال، دشمنی با آزادی Freedom برای دفاع از رهایی Liberty شناخته می‌شود. وی به‌عنوان یکی از اقتصاددانان بزرگِ سدهٔ بیستم شناخته می‌شود که در سال ۱۹۷۴ موفق به دریافت جایزهٔ نوبل اقتصاد شد.
هایک یکی از مهم‌ترین نمایندگان موج نولیبرالیسم پس از جنگ جهانی دوم به‌شمار می‌رود. او در دههٔ ۱۹۳۰ یکی از رهبران اقتصاد مکتب اتریش بود.

## زندگی
هایک در اتریش به‌دنیا آمد. وی از طرف مادر با لودویگ ویتگنشتاین نسبت داشت. تحصیلات دانشگاهی خود را در حقوق و علوم سیاسی در اتریش به پایان رساند. در سال ۱۹۳۱ برای ارائه یک سری سخنرانی در مدرسه اقتصادی لندن دعوت شد؛ همین مسئله، زمینه ملاقات و آشنایی وی با کینز و نظریات وی دربارهٔ سیاست پولی و تورّم را موجب شد. این آشنایی، نزاع علمی این دو اقتصاددان پیرامون پول، تورّم و نقش سیاست‌های دولت در اقتصاد را موجب گشت. اگرچه او تا سال ۱۹۵۰ در مدرسه اقتصاد لندن (LSE) باقی‌ماند، اما به‌طور مداوم در دانشگاه‌های آمریکا حضور داشت. او در خلال سال‌های ۱۹۶۲ تا ۱۹۶۷ استاد اقتصاد سیاسی در دانشگاه فرایبورگ بود و در زمان بازنشستگی‌اش به‌عنوان استاد افتخاری در دانشگاه زالتسبورگ مشغول به فعالیت بود.
در ۱۹۵۰، مدرسه اقتصاد لندن را به‌قصد دانشگاه شیکاگو ترک گفت. وی پس از بازنشستگی مجدداً به اروپا بازگشت.
با اعطای جایزه نوبل اقتصاد در سال ۱۹۷۴ به هایک، توجه به مکتب اتریش به یک باره و به شکلی غیرمنتظره دوباره از سر گرفته شد. هر چند این اولین باری نبود که به اصطلاح، تجدید حیات اتریشی رخ می‌داد و کنفرانس ساوت رویالتون در اوائل همان سال بر پا شده بود، کشف دوباره هایک توسط اقتصاددانان، به هر حال رویدادی تأثیرگذار در تولد دوباره این مکتب بود. نوشته‌های هایک به نسل‌های جدید درس داده می‌شد و خود او نیز در کنفرانس‌های اولیه مؤسسه مطالعات انسانی در میانه دهه ۱۹۷۰ حضور پیدا می‌کرد. هایک تا ۸۹ سالگی به نوشتن ادامه داد و غرور کشنده را در ۱۹۸۸ به پایان رساند. او پس از ترک شیکاگو در ۱۹۶۱ به فرایبورگ آلمان رفت و در ۱۹۹۲ در همین شهر درگذشت.

## اندیشه‌های هایک
هایک در سراسر جهان به‌عنوان قهرمان بازار آزاد و مخالف دخالت دولت در اقتصاد شناخته می‌شود. کار او منجر به شکل‌گیری الگویی در انتخاب فردی به‌جای تصمیم‌گیری دولتی شد و نتیجه این آزادی در انتخاب، از نظر وی منافع اقتصادی (بهره‌وری بیشتر) و منافع غیر اقتصادی (آزادی بیشتر) است.
هایک به عنوان یک اقتصاددان مکتب اتریش شناخته شده که عمیقاً تحت تأثیر لودویگ فن میزس بود.
زمانی که لودویگ فن میزس، اثر خود را با نام Die Gemeinwirtschaft که بعداً با عنوان سوسیالیسم به انگلیسی ترجمه شد، در ۱۹۲۲ منتشر کرد، هایک تأثیر ماندگار از او گرفت. هایک خود در این باره می‌گوید: «برای هیچ‌یک از ما جوان‌هایی که این کتاب را در زمان انتشارش می‌خواندیم، دنیا هرگز دوباره مثل قبل نبود.»
با این حال احتمالاً در گسترش باورهای اتریشی در سراسر دنیای انگلیسی زبان خود هایک از هر فرد دیگری موفق تر بوده‌است.
جان هیکس در ۱۹۶۷ گفته بود که «زمانی که تاریخ دقیق تحلیل‌های اقتصادی دهه ۱۹۳۰ نوشته شود، چهره مهم در این عرصه، پروفسور هایک خواهد بود… تقریباً هیچ‌کس به خاطر نمی‌آورد که زمانی نظریه‌های جدید هایک، رقیب اصلی تئوری‌های تازه کینز بود.»

### نظریه چرخه تجاری
نوشته‌های هایک حول موضوعات سرمایه، پول و چرخه تجاری عموماً مهم‌ترین تألیفات او در حوزه اقتصاد تلقی می‌شوند. وی بر اساس نظریه پول و اعتبار میزس نشان داد که نوسانات تولید و اشتغال در سطح کل اقتصاد، چگونه با ساختار سرمایه آن ارتباط می‌یابد. او در قیمت‌ها و تولید، «مثلث‌های هایکی» مشهور را برای اثبات ارتباط میان ارزش کالاهای سرمایه‌ای و جایگاه آن‌ها در زنجیره زمانی تولید ارائه کرد. از آنجا که تولید مستلزم صرف زمان است، عوامل مورد استفاده در این فرایند باید در حال حاضر به تولید کالاهای نهایی که صرفاً در آینده و پس از فروش، ارزشمند خواهند بود، اختصاص داده شوند.

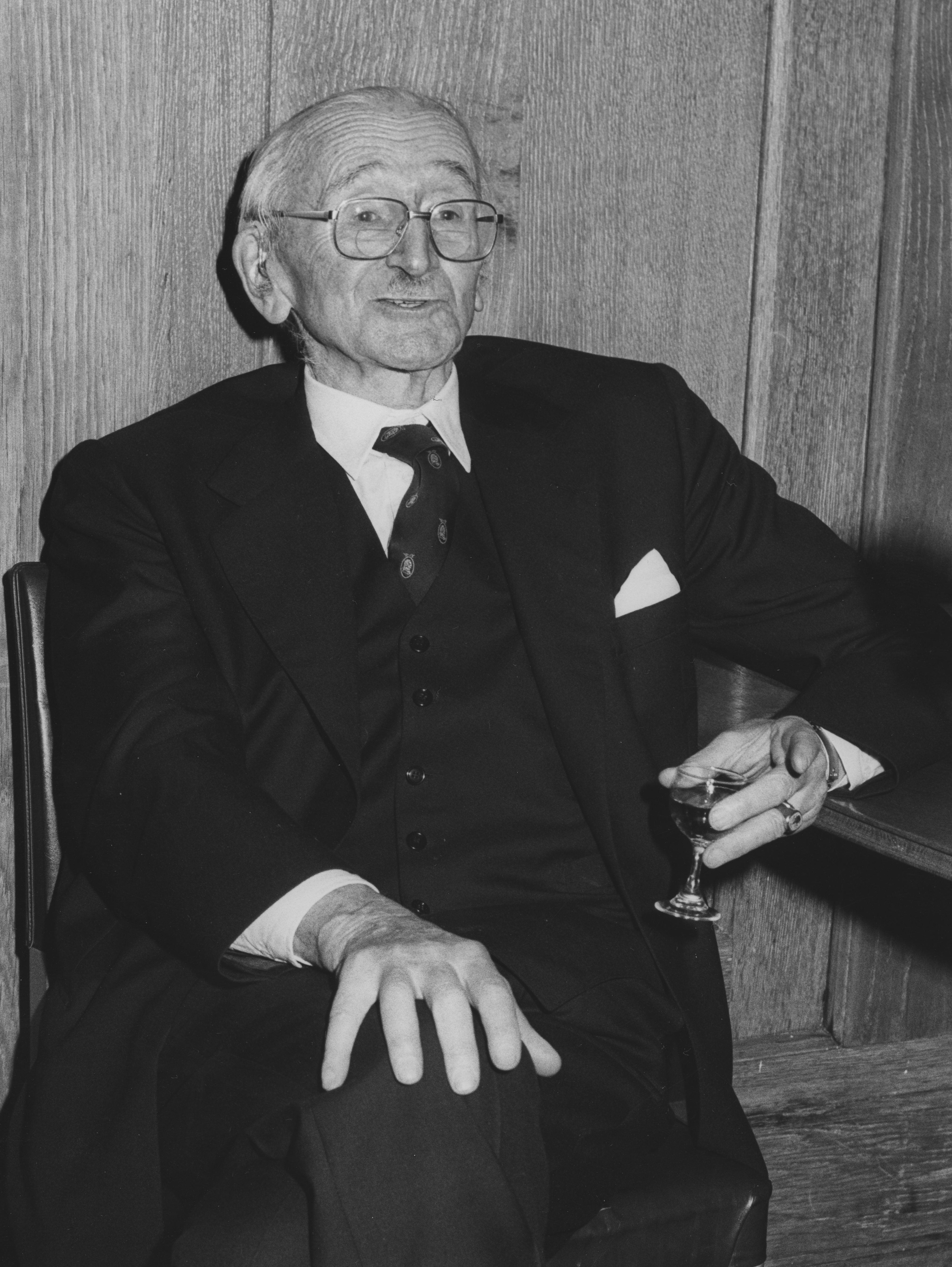
هایک در سال ۱۹۸۱

با این وجود، سرمایه ناهمگن است و از آنجا که کالاهای سرمایه‌ای در فرایندهای خاص تولیدی به کار برده می‌شوند، به نحوی فزاینده خواص ویژه آن فرایندها را پیدا می‌کنند، به گونه‌ای که با تغییر تقاضا برای کالاهای نهایی، نمی‌توان این کالاهای سرمایه‌ای را به راحتی در جایی دیگر به کار گرفت؛ بنابراین برنامه‌ریزی کلان متمرکز در اقتصادهای مدرن سرمایه بر، از جنس هماهنگی میان زمانی است و مسئله این است که چگونه می‌توان تخصیص منابع میان کالاهای سرمایه‌ای و مصرفی را با ترجیحات مصرف‌کنندگان و انتخاب‌های آن‌ها میان مصرف حال و آینده تطبیق داد. هایک در نظریه خالص سرمایه که شاید بلند بلندپروازانه‌ترین اثر او باشد، توضیح می‌دهد که چگونه ساختار تولیدی اقتصاد به خصایص کالاهای سرمایه‌ای دوام، مکمل بودن، جانشین بودن، محدودیت و… بستگی دارد. این ساختار را می‌توان با «دوره‌های [مختلف] سرمایه‌گذاری» مواد اولیه توضیح داد. هایک در قیمت‌ها و تولید و نظریه پولی و چرخه تجاری نشان داد که تزریق پول با پایین آوردن نرخ بهره به سطحی کمتر از آنچه میزس (با پیروی از ویکسل) «نرخ طبیعی» می‌نامید، ساختار تولید میان زمانی اقتصاد را به انحراف می‌کشاند.

### شناخت، دانش مکتوم،نظم خودجوش
هایک معتقد است یافتن نقطه‌ای که بتوان از آن نظری جامع در مورد جامعه به صورت یک کل به‌دست آورد و بر حسب آن زندگی اجتماعی را فهمید و احتمالاً طرحی نو برایش درافکند محال است. به این ترتیب برنامه‌ریزی متمرکز اجتماعی محال است. محال بودن برنامه‌ریزی اجتماعی متمرکز، در وهله نخست مبتنی بر خصلت عمدتاً عملیِ قسمتِ اعظمِ شناختی است که زندگی اجتماعی وابسته بدان است. چنین شناختی را نمی‌توان در مغز واحدی اعم از طبیعی یا مکانیکی، متمرکز کرد. اما علاوه بر این، محال بودن برنامه‌ریزیِ اجتماعیِ کلی ناشی از این واقعیت است که چون ما تحت فرمان قواعدی هستیم که هیچ شناختی از آن‌ها نداریم، حتی خود ذهن و عقل هدایتگر هم در معرض حاکمیت این قواعد است. پس ساده‌لوحانه و تقریباً تناقض‌آمیز است که فرض کنیم که جامعه‌ای بتواند خودش را صرفاً با اتکا به تلاش‌های خودش بازسازی کند، زیرا این اندیشه که هر جمع برگزیده‌ای از اذهان می‌تواند چنین کاری بکند یاوه و مهمل است. نظمی که ما در زندگی اجتماعی می‌بینیم، به همین دلایل، نمی‌تواند محصول هیچ طرح عقلانی باشد و هرگز هم نمی‌تواند چنین شود. نظم اجتماعی صورتی خودانگیخته‌است و همواره هم باید چنین باشد.
به اعتقاد هایک ساختار فعالیت‌های انسانی پیوسته خود را جرح و تعدیل می‌کند و از طریق همین جرح و تعدیل‌ها و تطبیق خود با میلیون‌ها واقعیتی که در کلیتشان بر هیچ‌کس معلوم نیستند کار می‌کند. هایک با کار بست گزاره «همه چیز را همه می‌دانند» و ارائه نظریه تقسیم معرفت معتقد است نظم اجتماعی خود انگیخته می‌تواند از شناخت تکه‌تکه، شناختی که در میان میلیون‌ها نفر توزیع شده‌است، به نحوی استفاده کند که از عهده نظم برنامه‌ریزی شده کل‌گرا (اگر اصلاً چنین نظمی بتواند وجود داشته باشد) خارج است. تقسیم معرفت بدین معنا است که هر فردی از معلوماتی هم که در اختیار ندارد سود می‌برد. نظریه تقسیم معرفت یکی از پایه‌های نظری نقد برنامه‌ریزی متمرکز و سوسیالیسم را تشکیل می‌دهد. در اقتصاد متمرکز، برنامه‌ریز به هیچ روی قادر به جمع‌آوری کلیه اطلاعات ضروری و مفید در جامعه، به منظور تخصیص مطلوب منابع نیست، از این رو کارایی و بازدهی آن بسیار ناچیز است.
بنابراین به اعتقاد هایک نظم جامعه براساس نظمی خودانگیخته پدید آمده‌است، نه به موجب طرح و نقشه‌ای قبلی و عقلی. در نظم خود انگیخته مردم در چارچوب قواعد تسهیل‌کننده همکاری که در طول سده‌ها به محک تجربه خورده‌اند و به سنت تبدیل شده‌اند هدف‌های خویش را دنبال می‌کنند و تازه هایک بعد دیگری نیز به آن می‌افزاید، بدین معنا که در نظم خودانگیخته قواعد چون از پایه‌ای تکاملی برخاسته‌اند، سطح همکاری اجتماعی در آن‌ها به مراتب ظریف‌تر و پرمایه‌تر از همکاری در حد قواعد اختراعی و طراحی‌شده حاکمان یا روشنفکران است.

### آزادی و عدالت
به باور اندیشمندان لیبرال و آن گونه که آدام اسمیت در کتاب نظریه احساسات اخلاقی این استعاره را مطرح کرده‌است، بازار مثل بازی است که یک قواعد بازی داریم و یک نتایج بازی و بحث عدالت به رعایت قواعد بازی مربوط می‌شود. نتیجه بازی هر چه باشد عادلانه‌است؛ یعنی بحث عدالت در آن وارد نمی‌شود. حتی اگر یک بازیکن یا یک تیم شانس بیاورد و برنده شود و واقعاً استحقاق آن را نداشته باشد، نمی‌توانیم بگوییم این برد غیرعادلانه‌است؛ بنابراین از دیدگاه لیبرال‌ها نتایج بازار موضوع بحث عدالت نمی‌تواند باشد.
به باور هایک نیز مفهوم عدالت اجتماعی اصول قانون عادلانه و آزادی است. وی استدلال می‌کند که حکومت قانون باید در برخورد برابر و یکسان با افراد به منزله موجودات و مصادیق ناشناس و نامعین به نابرابری آنان در بهره داشتن از امکانات بی‌اعتنا باشد. کوشش برای یکسان‌سازی و حذف این‌گونه تفاوت‌ها و نابرابری‌های اولیه خود موجب رفتار متفاوت با افراد می‌شود و ناروایی‌هایی ایجاد می‌کند. این‌گونه اقدامات به دادن اختیارات وسیع به حکومت می‌انجامد تا به بهانه عدالت اجتماعی بر زندگی مردم مسلط شوند. در نتیجه اندیشه عدالت اجتماعی متضمن تهدیدی جدی برای جامعه آزاد و حاوی نطفه نظام توتالیتر است. در حالی که محور اندیشه‌های هایک مفهوم آزادی است. تکامل، ترقی و نظم خودجوش، همه محصول آزادی‌اند. از نظر او، آزادی صرفاً ارزش نیست، بلکه منبعِ اخلاقی‌ترین ارزش هاست. آزادی یک معنای دقیق و مشخص دارد: آزادی از زورگویی دلبخواه و بدون قانون، خواه از سوی پادشاه باشد، یا از سوی مجلس و مردم. هایک نیز می‌دانست که گنج آزادی نه دقیقاً یک حق طبیعی، بلکه محصول به‌سختی فراهم شده تاریخ و تکامل بود.

## آثار هایک
گزیده آثار:
- نظریه پول و چرخه تجاری (Monetary Theory and the Trade Cycle)، ۱۹۲۹.
- قیمت‌ها و تولید (Prices and Production)، ۱۹۳۱.
- راه بردگی (The Road to Serfdom)، ۱۹۴۴، ترجمه فریدون تفضلی و حمید پاداش، نگاه معاصر.
- فردگرایی و نظم اقتصادی (Individualism and Economic Order)، ۱۹۴۸، ترجمه محسن رنجبر، نشر مرکز.
- ضدانقلاب علم: پژوهش‌هایی دربارهٔ سوء استفاده از خرد (The Counter-revolution of Science: Studies on the Abuse of Reason)، ۱۹۵۲.
- منشور آزادی (The Constitution of Liberty)، ۱۹۶۰.
- مجموعهٔ سه جلدی قانون، قانون‌گذاری و آزادی (Law, Legislation and Liberty)، ۱۹۷۳–۱۹۷۹، ترجمهٔ موسی غنی نژاد و مهشید معیری، نشر طرح نو.
- غرور کشنده: خطاهای سوسیالیسم (The Fatal Conceit: The Errors of Socialism)، ۱۹۸۸.
- انتخاب ارز: راهی برای توقف تورم (Choice in Currency: A Way to Stop Inflation)، ۱۹۷۶.